# Sehore
Sehore là một thành phố và khu đô thị của quận Sehore thuộc bang Madhya Pradesh, Ấn Độ.

## Địa lý
Sehore có vị trí 23°12′B 77°05′Đ / 23,2°B 77,08°Đ Nó có độ cao trung bình là 502 mét (1646 feet).

## Nhân khẩu
Theo điều tra dân số năm 2001 của Ấn Độ, Sehore có dân số 90.930 người. Phái nam chiếm 52% tổng số dân và phái nữ chiếm 48%. Sehore có tỷ lệ 68% biết đọc biết viết, cao hơn tỷ lệ trung bình toàn quốc là 59,5%: tỷ lệ cho phái nam là 75%, và tỷ lệ cho phái nữ là 61%. Tại Sehore, 14% dân số nhỏ hơn 6 tuổi.